# Frans Brunklaus
Franciscus Antonius Brunklaus (Dordrecht, 6 februari 1909 – Houthem bij Valkenburg, 13 oktober 1974) was een Nederlands prozaschrijver en journalist.

## Levensloop
De Nederlander Brunklaus was een zoon van Bernhard Brunklaus en Anna Maria Willems. Hij verhuisde in 1928 naar Limburg. Hij werd journalist en was daarnaast vertaler, prozaïst, toneelschrijver en dichter. Hij publiceerde tweehonderdenvijftig vertalingen, merendeels onder de naam Frans van Oldenburg Ermke. Hij publiceerde een uitgebreid en veelzijdig oeuvre dat voornamelijk katholiek georiënteerd was.
Als journalist werkte hij bij de Limburger Koerier. Hij was ook redacteur van de tijdschriften Roeping en Bouwen en redactiesecretaris bij het Thijmfonds. In oktober 1944 was hij werkzaam voor de Maastrichtse krant Veritas.
Hij leverde een groot aantal kritische en essayistische bijdragen. Zijn onderwerpen waren vooral: letterkunde, muziek, vertaalkunst, pedagogie en godsdienst. 
Brunklaus schreef tijdens de Tweede Wereldoorlog in het illegale tijdschrift De Patriot, nieuwsbulletin uit Londen. Deze uitgave werd samengesteld door A. Kesseläer, een ondergedoken beroepssergeant, en zijn vrouw. Vanaf maart 1944 werd ook een maandblad gepubliceerd, met dezelfde titel. Het blad voerde vooral actie tegen het dagblad Limburger Koerier en zijn hoofdredacteur H. van den Broeck. 

## Publicaties
Naast zijn eigen naam Frank Brunklaus, gebruikte hij als pseudoniemen Frans van Oldenburg Ermke, Fra Antonio Bruno, Clazina de Bruyn, Erna Tessel, Fabianus van de Kluizenaarsbronnen, Frans van de Merwede, L. van Oosterhout en Frans Willems.
- Bruno Clasius, 1933.
- Kruis of munt?, 1934.
- Van Alberdingk Thijm tot van Duinkerken en Kuyle - Overzicht van de jonge katholieke letterkunde in Nederland, Den Bosch, 1935.
- Carl Smulders, musicus schrijver uitvinder, maandblad Roeping in 1936 en 1937
- Leven en sterven van Sint Servatius, 1937.
- Een Amerikaan keert terug, heiligenleven, 1937.
- Santa Rosa de Lima, heiligenleven, 1938.
- Het jongste meisje Martin, heiligenleven, 1940.
- Paulus te Ephese of de dood van Maria, toneel, 1940.
- Sonatine, novelle, 1942.
- Servaas van Maastricht, heiligenleven, Brugge, De Kinkhoren, 1943.
- Het Evangelie van Judas, 1943.
- Het hooglied van Maria Magdalena, 1944.
- Antonius, heiligenleven, 1945.
- De Openbaring van den Apostel Thomas, 1946.
- Heiligen voor hun rechters, 1948.
- De vleermuis op de toren, roman, 1955.
- Odysseus in Nederlandse vertaling, 1958, herdrukt in  2008.
- Cafe Noir, een tragedie uit het jaar 1853 1959 uitg. De Fontein Utrecht.
- De Limburgers, 1966.
- Herberg 't Hemeltje, 1966.
- Limburg aan de galg. De legende van de Bokkerijders, 1966.
- Het Drogma. Vragen naar aanleiding van de nieuwe katechismus gesteld en beantwoord voor leken of zij die dit wensen te worden, persiflage op de rooms-katholieke nieuwe catechismus, 1967.